# Bezirk Brzostek
Bezirk Brzostek – dawny powiat (Bezirk) kraju koronnego Królestwo Galicji i Lodomerii, funkcjonujący w latach 1854–1867. Siedzibą starostwa było miasteczko Brzostek.

## Historia
Bezirk Brzostek utworzono w ramach reformy uwłaszczeniowej z okresu Wiosny Ludów (1848–1849), która likwidowała jurysdykcję właściciela ziemskiego nad poddanymi. W Galicji, dominium – jako podstawowa jednostka administracyjna i filar systemu feudalnego straciło rację bytu. Konieczne stało się zatem wprowadzenie nowego systemu administracyjnego, którego zręby powstały w latach 1851–1855. Nowy trójstopniowy podział administracyjny objął 21 cyrkułów (niem. Kreise), 179 małych powiatów (niem. Bezirke) i ponad 6000 gmin (niem. Gemeinde). 
Bezirk Brzostek objął obszar o wielkości 4,2 mil², zamieszkany był przez 24.205 ludzi i podzielony na 30 gmin katastralnych, w tym cztery miasteczka (Brzostek, Jodłowa, Kołaczyce i Ołpiny). Wszedł w skład cyrkułu jasielskiego, jako jeden z jego dziewięciu powiatów. 1 maja 1860 zniesiono cyrkuł jasielski, przez co Bezirk Brzostek włączono do cyrkułu tarnowskiego.
Po nadaniu Galicji autonomii oraz powołaniu samorządu gminnego i powiatowego w 1865 zlikwidowano cyrkuły (Kreise). Dotychczasowe małe powiaty (Bezirke) w liczbie 179, utrzymały się do 1867 roku, kiedy to w następstwie kolejnej reformy administracyjnej (23 stycznia 1867) zostały zastąpione przez 74 większe powiaty. Obszar zniesionego Bezirk Brzostek wszedł wtedy w skład nowych powiatów: pilzneńskiego i jasielskiego (vide podział w tabeli poniżej). 19 czerwca 1867, 1 sierpnia 1878, 1 grudnia 1878, 1 stycznia 1882 i 1 kwietnia 1932 częściowo zmieniono granice tych powiatów (vide przypisy w tabeli poniżej). Powiat pilzneński zniesiono 1 kwietnia 1932, a jego obszar został włączony do powiatów jasielskiego i ropczyckiego. 23 lipca 1934 gminę Zagórze przeniesiono z powiatu ropczyckiego do powiatu jasielskiego.

## Podział administracyjny (1854)
| Lp. | Gmina jednostkowa  | Powierzchnia | Ludność | Powiat w 1867 po zniesieniu |
| --- | ------------------ | ------------ | ------- | --------------------------- |
| 1   | Brzostek (m)       | 609          | 889     | pilzneński                  |
| 2   | Januszkowice       | 1350         | 618     | pilzneński                  |
| 3   | Nawsie Brzosteckie | 1177         | 556     | pilzneński                  |
| 4   | Opacionka          | 780          | 285     | pilzneński                  |
| 5   | Wola Brzostecka    | 577          | 292     | pilzneński                  |
| 6   | Błaszkowa          | 2169         | 1170    | jasielski                   |
| 7   | Bączałka           | 498          | 255     | pilzneński                  |
| 8   | Czermna            | 2768         | 1759    | jasielski                   |
| 9   | Szerzyny           | 3303         | 1792    | jasielski                   |
| 10  | Ołpiny (m)         | 2773         | 2317    | jasielski                   |
| 11  | Żurowa             | 1480         | 790     | jasielski                   |
| 12  | Swoszowa           | 1138         | 589     | jasielski                   |
| 13  | Dęborzyn           | 913          | 324     | pilzneński                  |
| 14  | Dębowa             | 2345         | 609     | pilzneński                  |
| 15  | Grudna Górna       | 1288         | 494     | pilzneński                  |
| 16  | Grudna Dolna       | 663          | 305     | pilzneński                  |
| 17  | Jodłowa (m)        | 6186         | 3352    | pilzneński                  |
| 18  | Klecie             | 677          | 284     | pilzneński                  |
| 19  | Bukowa             | 622          | 375     | pilzneński                  |
| 20  | Kamienica Górna    | 1874         | 559     | pilzneński                  |
| 21  | Przeczyca          | 708          | 535     | pilzneński                  |
| 22  | Kamienica Dolna    | 562          | 337     | pilzneński                  |
| 23  | Skurowa            | 661          | 435     | pilzneński                  |
| 24  | Zagórze            | 519          | 302     | pilzneński                  |
| 25  | Kołaczyce (m)      | 1186         | 1745    | jasielski                   |
| 26  | Sowina             | 1412         | 622     | jasielski                   |
| 27  | Brzyski            | 1364         | 1064    | jasielski                   |
| 28  | Nawsie Kołaczyckie | 683          | 679     | jasielski                   |
| 29  | Ujazd z Kłodawą    | 948          | 536     | jasielski                   |
| 30  | Lipnica Dolna      | 503          | 336     | jasielski                   |

Objaśnienie:
(M) = miasto; (m) = miasteczko